# Zdravotnická záchranná služba Středočeského kraje
Zdravotnická záchranná služba Středočeského kraje, příspěvková organizace (ZZS SK nebo ZZS SČK, do 9. července 2013 Územní středisko záchranné služby Středočeského kraje) je příspěvková organizace provozovatel zdravotnické záchranné služby ve Středočeském kraji. Hlavní náplní činnosti organizace je zajišťování a poskytování odborné přednemocniční neodkladné péče (PNP) na území Středočeského kraje podle zákona č. 374/2011 Sb., o zdravotnické záchranné službě. Mimo středočeské záchranné služby zajišťují odbornou přednemocniční neodkladnou péči ve Středočeském kraji také soukromé organizace Záchranná služba Asociace samaritánů České republiky a Trans Hospital. Přednemocniční neodkladná péče je zajišťována na území o rozloze 11 014 km² pro více než 1 300 000 obyvatel. V oblasti Středočeského kraje bylo v roce 2020 k dispozici téměř 90 výjezdových skupin rozmístěných na 44 výjezdových základnách, středočeská záchranná služba zajišťuje provoz 38 výjezdových základen. Letecká záchranná služba je zajištěna z provozní stanice Kryštof 01 z Prahy.

## Historie
Zdravotnická záchranná služba Středočeského kraje vznikla 1. dubna 2003. K 31. prosinci 2002 zanikly okresní úřady a došlo ke sloučení 12 záchranných služeb okresů Benešov, Beroun, Kladno, Kolín, Kutná Hora, Mělník, Mladá Boleslav, Nymburk, Praha-východ, Praha-západ, Příbram a Rakovník. Všechny výjezdové základny i jednotlivé dispečinky byly sloučeny pod jednu organizaci. Organizace nesla při vzniku název Územní středisko záchranné služby Středočeského kraje, od července 2013 je oficiálním názvem Zdravotnická záchranná služba Středočeského kraje.

## Zdravotnické operační středisko
Od září 2013 funguje ve Středočeském kraji jednotné krajské zdravotnické operační středisko (ZOS), které se nachází v místě sídla organizace v Kladně. Do roku 2013 byla ve Středočeském kraji zřízena tři zdravotnická operační střediska s nepřetržitým provozem v Mladé Boleslavi, Kladně a Kolíně. Ještě dříve existovalo větší množství operačních středisek na úrovni okresů.
Jako doplňková součást zdravotnického operačního střediska tísňové linky 155 bylo v říjnu 2009 spuštěno Call centrum Zdravotnické záchranné služby Středočeského kraje, které slouží pro informace v neakutních případech. Operátorky na zdravotnickém operačním středisku musely často řešit hovory, jež nesouvisely s poskytováním odborné přednemocniční neodkladné péče v akutních případech. Takové hovory zabíraly 20–30 % času operátorek zdravotnického operačního střediska.

## Výjezdové skupiny

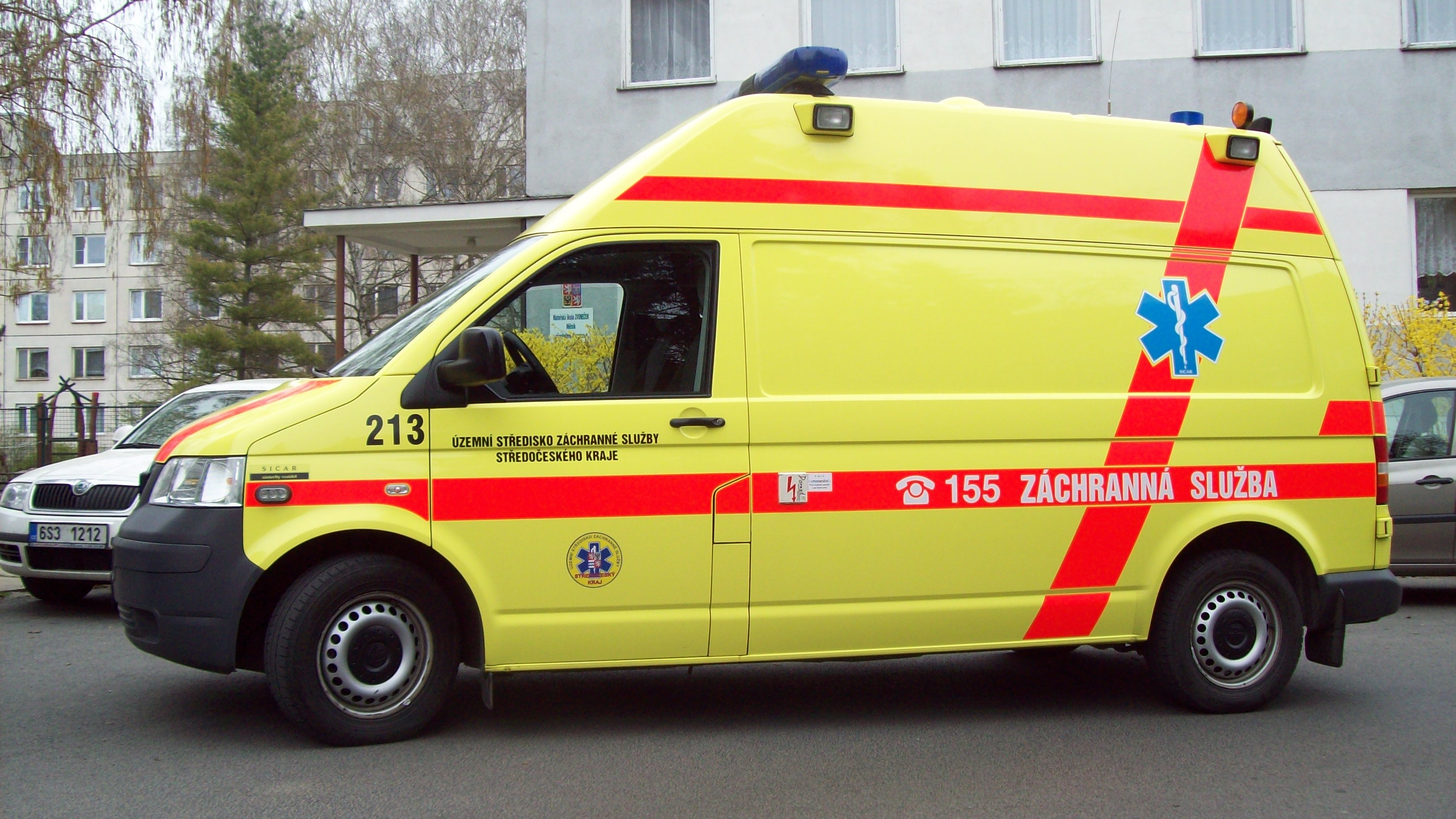
Sanitní vozidlo Volkswagen Transporter T5 určen pro výjezdy v režimech rychlá zdravotnická pomoc a rychlá lékařská pomoc

Na území celého kraje bylo v roce 2020 k dispozici v nepřetržitém 24hodinovém provozu téměř 90 výjezdových skupin. Výjezdové skupiny pracují v režimech rychlá zdravotnická pomoc (RZP) ve složení řidič-záchranář a zdravotnický záchranář, rychlá lékařská pomoc (RLP) ve složení řidič-záchranář, lékař a zdravotnický záchranář a rychlá lékařská pomoc v systému rendez-vous s lékařem v osobním automobile. 
Volba posádky záleží na zdravotní indikaci a vážnosti zdravotního stavu pacientů. O vyslání posádek do terénu rozhoduje zdravotnické operační středisko na lince 155. Každý rok zaznamenává záchranná služba průměrně 5% nárůst výjezdů. Za den středočeští záchranáři vyjedou průměrně k 300 pacientům. Průměrný dojezdový čas je na hranici 8 minut.

## Výjezdové základny

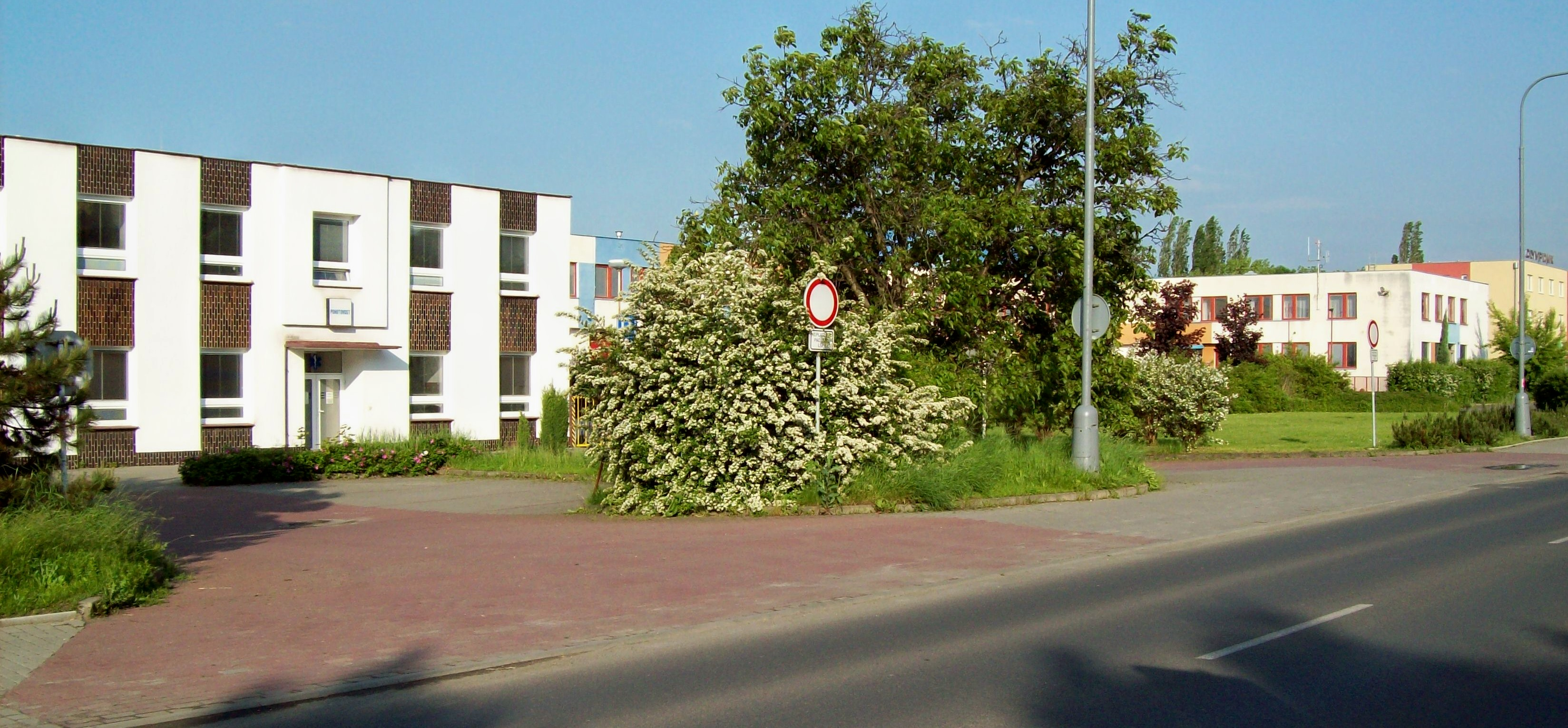
Budova výjezdové základny v Mělníku

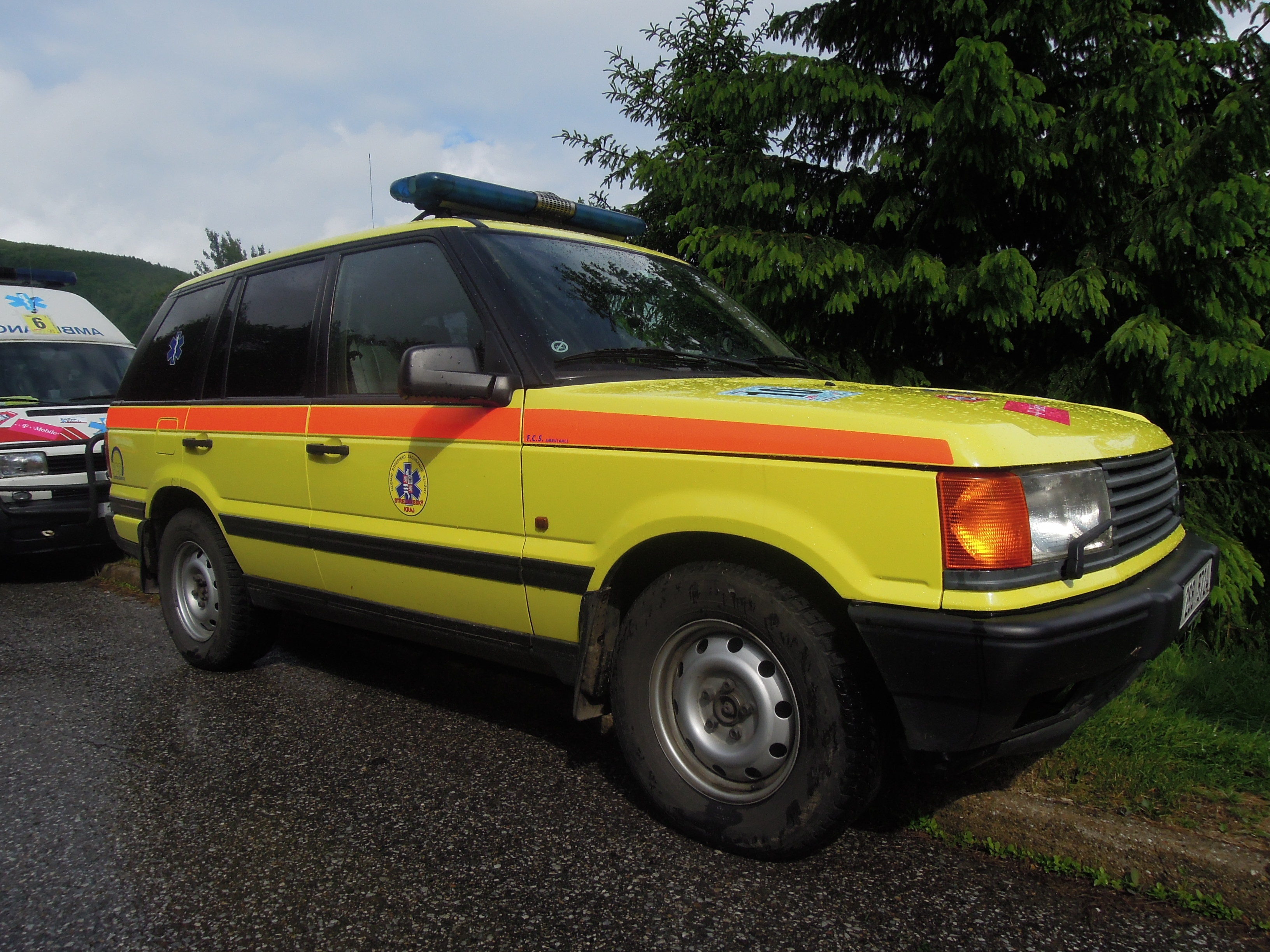
Vozidlo Land Rover Range Rover

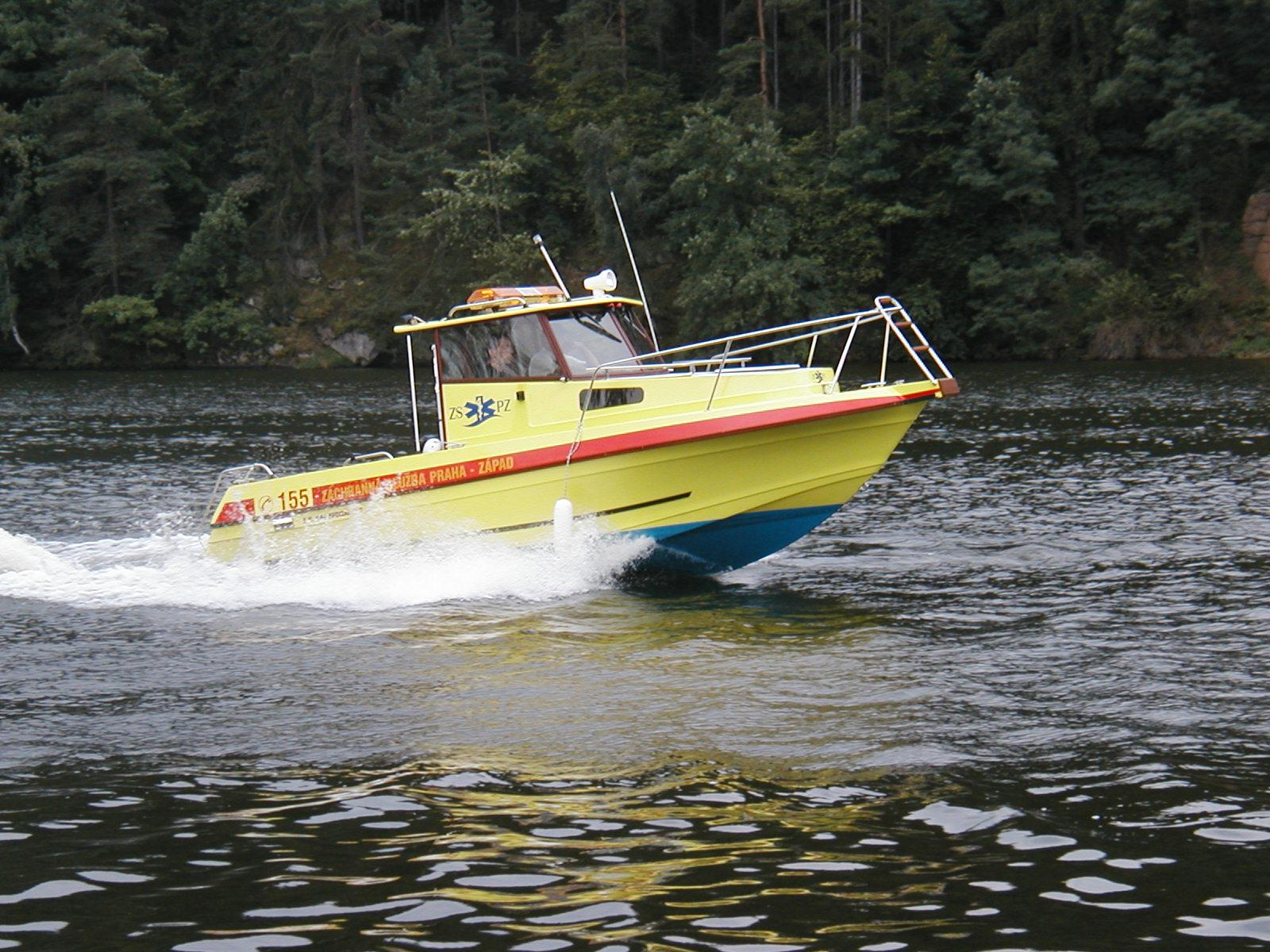
Člun vodní záchranné služby

Zdravotnická záchranná služba má jednu z nejhustších sítí výjezdových stanovišť v České republice. Sanitky jsou připravené vyjet k zásahu z 44 výjezdových základen. Jejich síť je uspořádaná tak, aby poskytnutí přednemocniční péče bylo zajištěné co nejdříve, nejpozději však do zákonem stanovených dvaceti minut od přijetí tísňové výzvy.

### Sezónní výjezdová základna
Specifikem ve Středočeském kraji je sezónní výjezdová základna na vodní přehradní nádrži Slapy na kotvišti Ždáň. Tato základna je otevřená každoročně v červenci a srpnu. Důvodem jejího zřízení je demografický nárůst počtu obyvatel v těchto měsících. Na základně slouží jedna skupina rychlé zdravotnické pomoci, která má k dispozici kromě sanitního vozidla také člun. Dříve provozovala Zdravotnická záchranná služba Středočeského kraje vodní záchrannou službu také na vodní nádrži Orlík, od roku 2011 převzala provoz Záchranná služba Asociace samaritánů České republiky.

### Přehled výjezdových základen

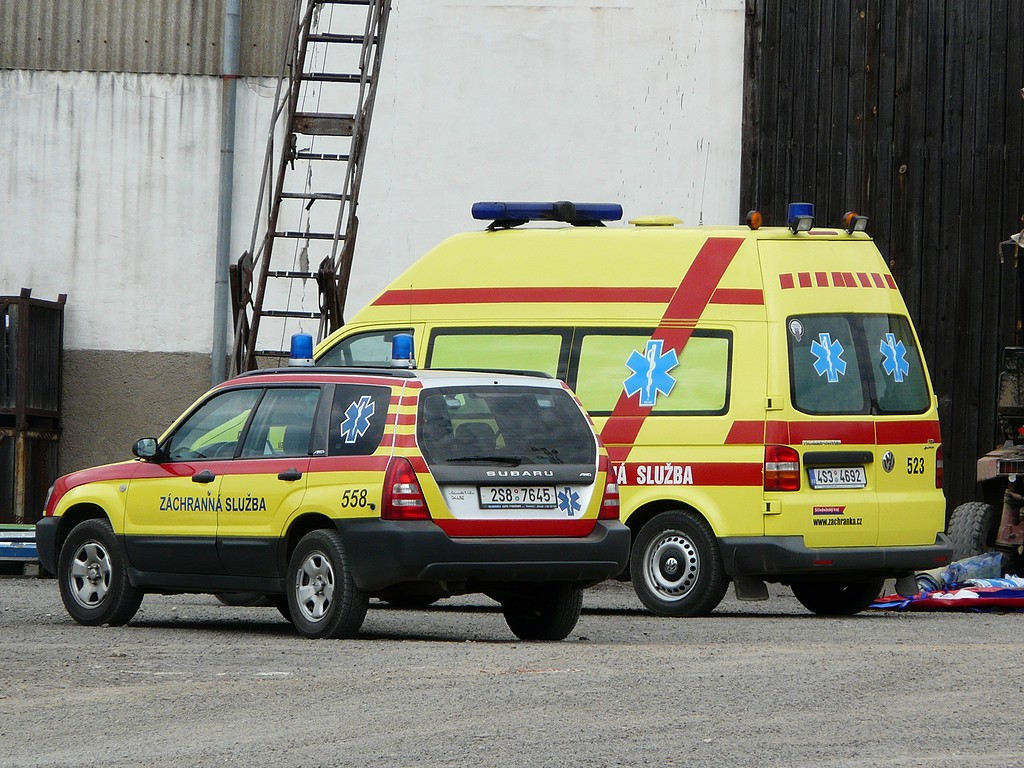
Sanitní vozidla určená pro výjezdy ve víceúrovňovém setkávacím systému

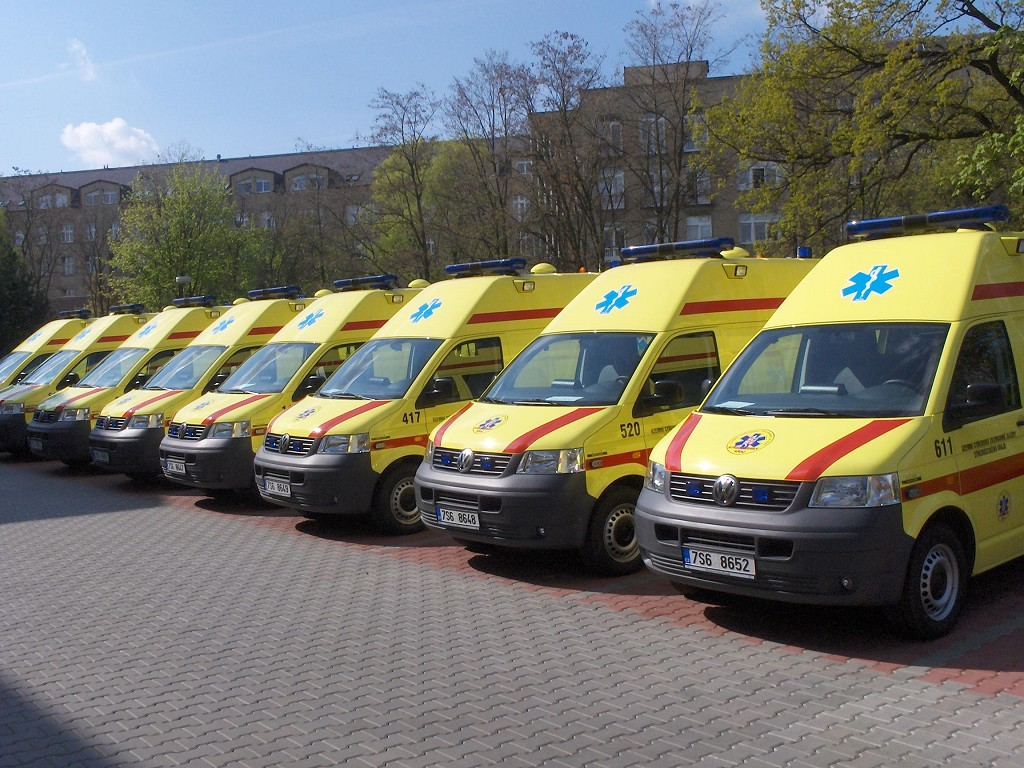
Sanitní vozidla Volkswagen Transporter T5

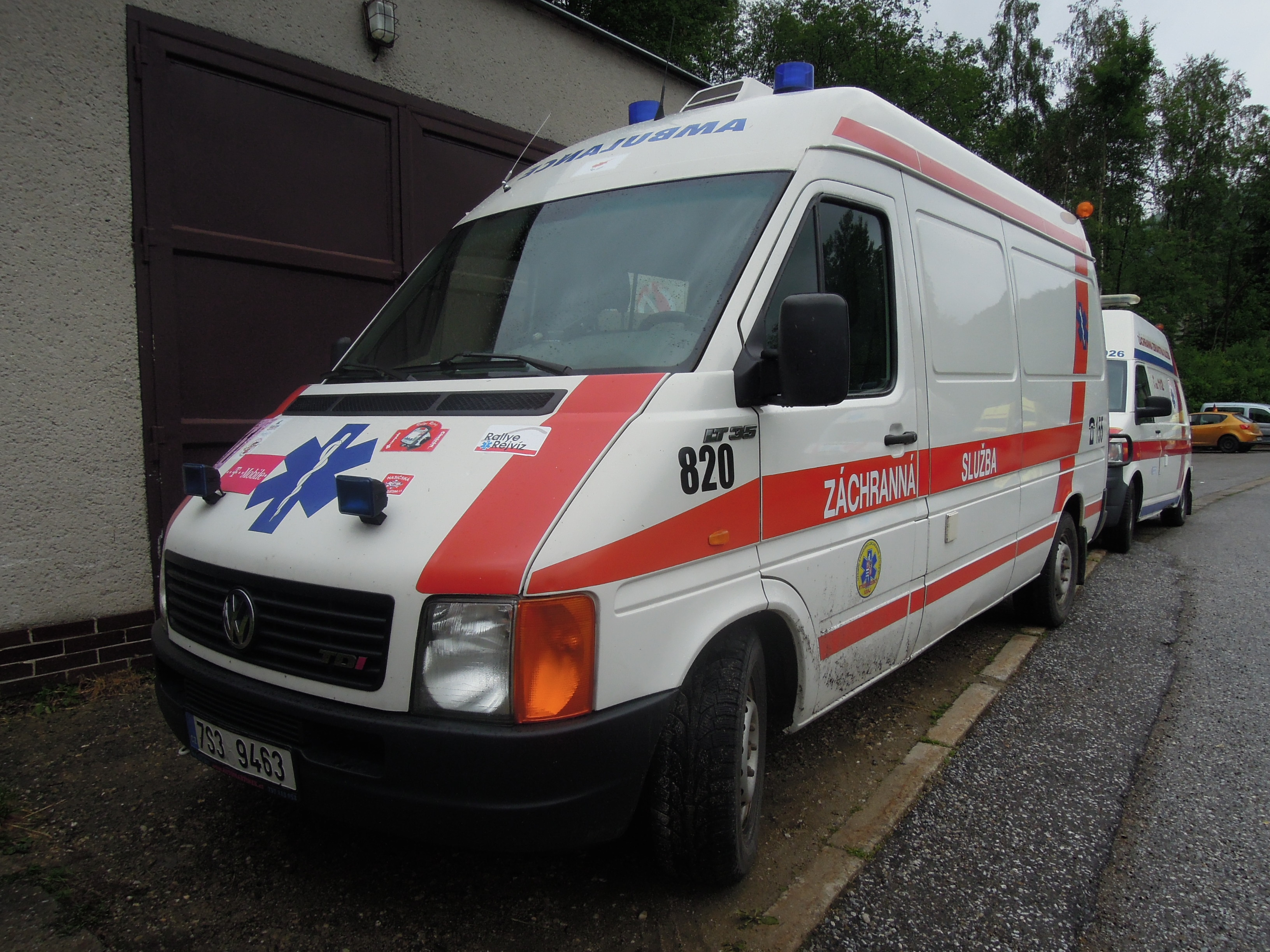
Sanitní vozidlo Volkswagen LT

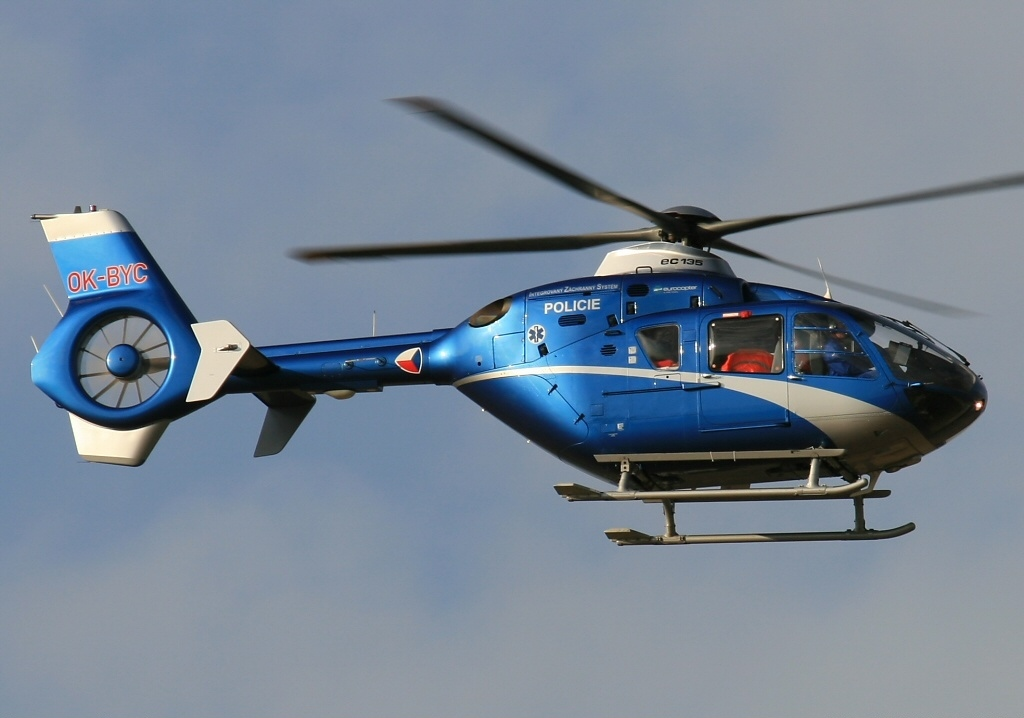
Vrtulník Eurocopter EC 135 T2 Letecké služby Policie ČR určen pro leteckou záchrannou službu v oblastech hlavního města Prahy a Středočeského kraje

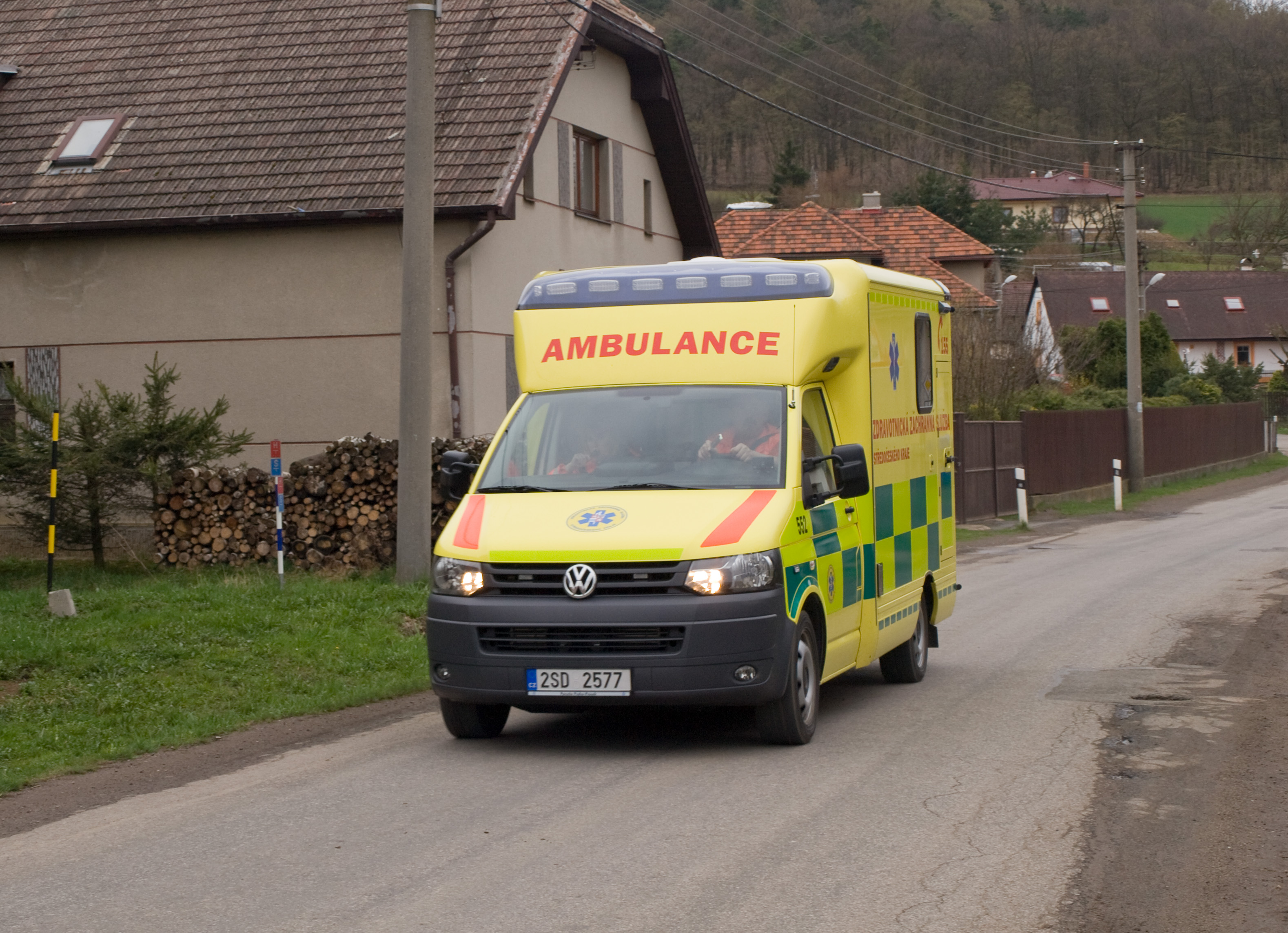
Volkswagen Transporter T5 Strobel se skříňovou nástavbou

Středočeský kraj je pro potřeby zdravotnické záchranné služby rozčleněn do oblastí, které respektují hranice okresů. Mezi výjezdové základny ve Středočeském kraji je řazena také základna v pražské městské čtvrti Zbraslav, jejíž výjezdy jsou koordinovány zdravotnickým operačním střediskem středočeské záchranné služby.
| Okres          | Výjezdová základna        | Poznámka       |
| Kladno         | Kladno                    |                |
| Kladno         | Slaný                     | ZS ASČR        |
| Rakovník       | Rakovník                  |                |
| Rakovník       | Roztoky u Křivoklátu      |                |
| Rakovník       | Nové Strašecí             |                |
| Mladá Boleslav | Mladá Boleslav            |                |
| Mladá Boleslav | Mnichovo Hradiště         |                |
| Mladá Boleslav | Benátky nad Jizerou       |                |
| Mělník         | Mělník                    |                |
| Mělník         | Neratovice                |                |
| Mělník         | Kralupy nad Vltavou       | ZS ASČR        |
| Nymburk        | Nymburk                   |                |
| Nymburk        | Městec Králové            |                |
| Nymburk        | Lysá nad Labem            |                |
| Kolín          | Kolín                     |                |
| Kolín          | Český Brod                |                |
| Kolín          | Kostelec nad Černými lesy |                |
| Kutná Hora     | Kutná Hora                |                |
| Kutná Hora     | Uhlířské Janovice         |                |
| Kutná Hora     | Zruč nad Sázavou          |                |
| Kutná Hora     | Čáslav                    |                |
| Kutná Hora     | Zbraslavice               |                |
| Benešov        | Benešov                   |                |
| Benešov        | Vlašim                    |                |
| Benešov        | Vranov                    |                |
| Benešov        | Votice                    |                |
| Příbram        | Příbram                   |                |
| Příbram        | Dobříš                    |                |
| Příbram        | Krásná Hora nad Vltavou   |                |
| Příbram        | Sedlčany                  |                |
| Příbram        | Březnice                  |                |
| Beroun         | Beroun                    |                |
| Beroun         | Zdice                     |                |
| Beroun         | Hořovice                  |                |
| Beroun         | Hostivice                 |                |
| Praha-východ   | Brandýs nad Labem         |                |
| Praha-východ   | Kostelec nad Černými lesy |                |
| Praha-východ   | Říčany                    |                |
| Praha-východ   | Zdiby                     |                |
| Praha-západ    | Roztoky                   |                |
| Praha-západ    | Jesenice                  |                |
| Praha-západ    | Hostivice                 |                |
| Praha-západ    | Řevnice                   | Trans Hospital |
| Praha-západ    | Davle                     | ZS ASČR        |
| Praha-západ    | Mníšek pod Brdy           | ZS ASČR        |
| Praha-západ    | Zbraslav                  | ZS ASČR        |
| Praha-západ    | Kralupy nad Vltavou       | ZS ASČR        |
| Praha-západ    | Ždáň                      | vodní ZS       |

## Letecká záchranná služba

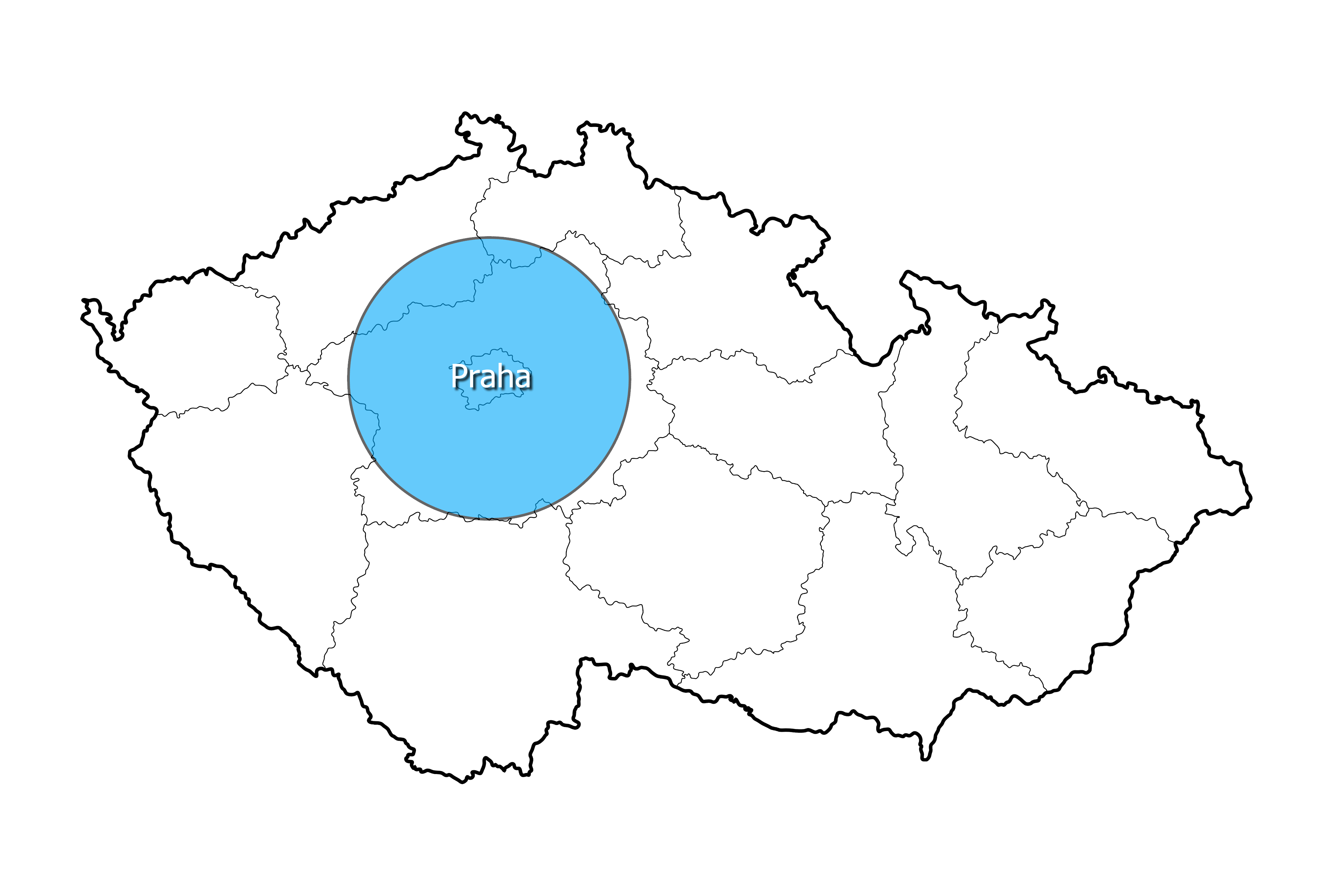
Akční rádius vrtulníku Kryštof 01

Středočeský kraj na svém území leteckou záchrannou službu (LZS) samostatně neprovozuje, Ta je v případě potřeby zajištěna vrtulníkem s volacím znakem Kryštof 01, který vzlétá z Prahy. Provozovatelem vrtulníku je Letecká služba Policie ČR, zdravotnickou část osádky tvoří zaměstnanci Zdravotnické záchranné služby hlavního města Prahy. V současnosti je pro leteckou záchrannou službu nasazen moderní stroj Eurocopter EC 135 T2 v nepřetržitém provozu. Během dne je k dispozici pro oblast Středočeského kraje a hlavního města Prahy, v nočních hodinách slouží pro celé území České republiky. Na vyžádání je k dispozici druhý vrtulník ve zdravotnické konfiguraci určen pro přepravu transplantačních týmů nebo inkubátorů s novorozenci. V některých okrajových částech Středočeského kraje zasahují i vrtulníky z jiných krajů.